# Trietilamin
Trietilamin je hemijsko jedinjenje sa formulom . On se obično obeležava sa [[etil grupa|. Skraćenica TEA se takođe koristi.

## Properties
Trietilamin se često sreće u organskoj sintezi, verovatno zato što je on najjednostavniji simetrično trisupstituisani amin, i.e. tercijarni amin, koji je tečan na sobnoj temperaturi. On ima jak miris ribe koji podsećan na amonijak.
Hidrohloridna so, trietilamin hidrohlorid (trietilamonijum hlorid), je bezbojan, bezmirisan i higroskopan prah koji se razlaže zagrevanjem do 261 °.